# Alexandre Israël
Alexandre Israël, né le 25 novembre 1868 à Alger (Algérie) et mort le 23 août 1937 dans le 9e arrondissement de Paris (Seine), est un homme politique français.

## Biographie
Né à Alger, Alexandre Israël est le fils d'Alfred Isräel et d'Ernestine Moïse. Il grandit à Reims. Journaliste dès 1885, il devient rédacteur en chef de L'Eclaireur de l'Est, puis, en 1907, directeur du Petit Troyen, succédant à ce poste au député Gaston Arbonin.
En 1919, il est élu député de l'Aube, sur une liste d'union républicaine, et siège à la Chambre sur les bancs des radicaux. Parlementaire actif, il s'intéresse particulièrement aux conséquences de la Première guerre mondiale, à la fois sur les territoires et sur les personnes.
Il n'est cependant pas réélu en 1924, mais devient secrétaire général à la présidence du Conseil en juin et conserve cette fonction auprès d'Edouard Herriot dans ses différentes fonctions jusqu'en 1927.
Cette année-là, deux élections sénatoriales partielles ont lieu dans l'Aube. Israël échoue à la première, mais est élu à la seconde, en septembre. Il est ensuite constamment réélu jusqu'à sa mort.
Resté proche d'Herriot, il est appelé par ce dernier au gouvernement, comme sous-secrétaire d'Etat à l'intérieur, en juin 1932, fonction qu'il conserve jusqu'en janvier 1933.  En novembre, il devient ministre de la santé publique de Camille Chautemps.
Auteur d'ouvrages politiques, il est notamment remarqué pour celui qu'il publie en 1936, intitulé « La liberté de la presse, hier et demain ».

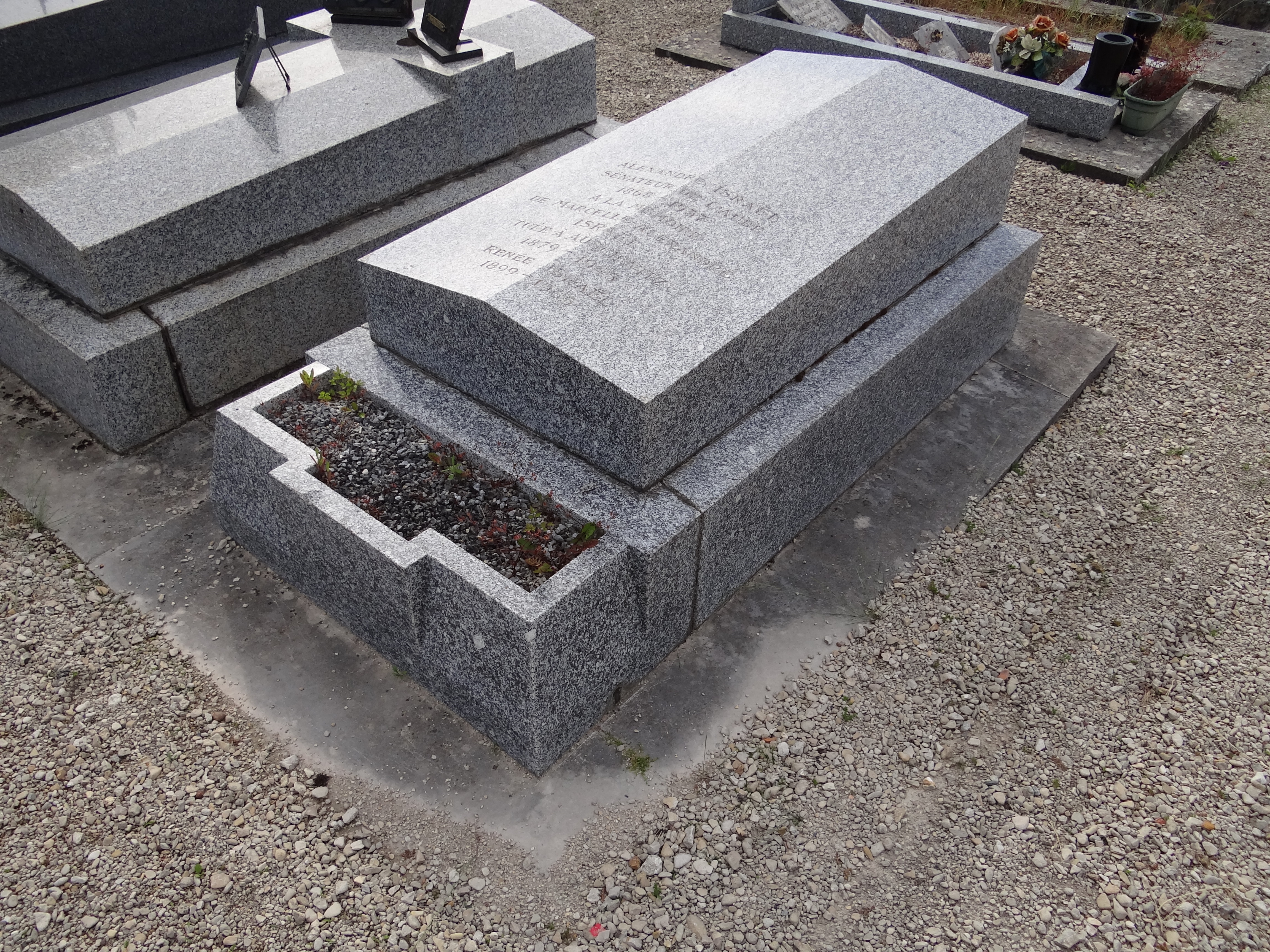
La tombe d'Alexandre Israël au cimetière de Troyes (Aube).

Malade, il meurt d'un arrêt cardiaque en cours de mandat en son domicile à Paris.

## Vie privée
Il est l'époux de Noémie Marcelle Henry Astruc.

## Carrière
- Député radical de l'Aube de 1919 à 1924;
- Sénateur de l'Aube de 1927 à 1937.

- Sous-secrétaire d'État à l'Intérieur du 3 juin 1932 au 31 janvier 1933 dans les gouvernements Édouard Herriot (3) et Joseph Paul-Boncour;
- Ministre de la Santé Publique du 26 novembre 1933 au 30 janvier 1934 dans le gouvernement Camille Chautemps (2).

## Sources
- « Alexandre Israël », dans le Dictionnaire des parlementaires français (1889-1940), sous la direction de Jean Jolly, PUF, 1960 [détail de l’édition]